# Hrabstwo Arenac

Piramida wieku hrabstwa

Arenac – hrabstwo w stanie Michigan w USA. Populacja w 2010 roku liczyła 15 899 mieszkańców. Siedzibą hrabstwa jest Standish. Hrabstwo utworzono w 1831 r. poprzez wydzielenie terytorium z hrabstwa Bay. Nazwa hrabstwa została stworzona przez Henry'ego Schoolcrafta zainspirowanego językami Indian.
Powierzchnia hrabstwa to 1763 km² (w tym 813 km² stanowią wody). Gęstość zaludnienia wynosi 18 osób/km². 

## Miasta
- Au Gres
- Omer
- Standish

## Wioski
- Sterling
- Turner
- Twining